# Festival international du film documentaire Sidi M'hamed Benaouda 2019
Le Festival international du film documentaire Sidi M'hamed Benaouda (2019) est la première édition, qui s'est déroulée du 30 septembre au 4 octobre 2019, à laquelle ont participé 40 concurrents représentant 15 pays pour remporter El Alfa d'or , afin de réaliser un film documentaire en 60 heures, au milieu des performances et des préparatifs de Sidi M'hamed Ben Aouda, qui comprend la couture de la tente, des spectacles équestres et l'écoute de poètes.

## Jurys
|    | Noms                 | Pay                  |
| -- | -------------------- | -------------------- |
| 01 | Salim Aggar          | Drapeau de l'Algérie |
| 02 | Khaled El-Kebbiyeche | Drapeau de l'Algérie |

## Prix
| Prix                 | Film                         | Pays                                    |
| -------------------- | ---------------------------- | --------------------------------------- |
| El Alfa d'or         | Hdjar El-Baz                 | Drapeau de l'Algérie                    |
| El Alfa d’Argent     | Kadrine                      | Drapeau de la Tunisie                   |
| Alfa de Bronze       | Rouh wa Rayhane              | Drapeau de l'Algérie · Drapeau du Yémen |
| Prix du jury         | Netwaadou                    |                                         |
| Prix d'encouragement | - El-Mitrak - Mamoue Etaswir |                                         |